# ウォーレン・スピンク
ウォーレン・スピンク（英語: Warren Spink、1966年10月4日 - ）は、オーストラリアの元サッカー選手、サッカー指導者。元オーストラリア代表。ポジションはFW。

## 経歴
主にオーストラリア国内のクラブに所属したが、マレーシアリーグに参戦したシンガポールFAやSリーグのゲイラン・ユナイテッドFCにも在籍した。
2015年にはクックス・ヒル・ユナイテッドFCの監督に就任し、サッカー指導者となった。